# مانسوة صعبة
مانسوة صعبة (الاسم العلمي:Mansoa difficilis) هي نوع من النباتات تتبع جنس المانسوة من الفصيلة البنيونية.